# 低塘街道
低塘街道，是中华人民共和国浙江省宁波市余姚市下属的一个街道，位于余姚市市区北部，东接慈溪市市区，距宁波机场50公里。低塘街道总面积43.226平方公里，下辖11个行政村和3个居委会，全街道常住人口4.52万人（2008年）。

## 行政区划
下辖以下地区：
历山社区、直河路社区、郑巷社区、洋山村、历山村、黄湖村、黄清堰村、芦城村、低塘村、汤家闸村、姆湖村、镆剑山村、郑巷村、西郑巷村和黄湖农场。